# Toilettes : une histoire d'amour
Pour plus de détails, voir Fiche technique et Distribution.
Toilettes : une histoire d'amour (Toilet: Ek Prem Katha) est un film indien de Bollywood mettant en vedette Akshay Kumar, Bhumi Pednekar et Anupam Kher, racontant le combat d'un homme pour installer des toilettes dans sa maison afin de reconquérir l'amour de sa femme.
Cette lutte s'inscrit dans le contexte d'un développement des conditions sanitaires de l'Inde, jusqu'alors insuffisantes.

## Synopsis
Keshav (Akshay Kumar), vieux trentenaire, est condamné par les astres, selon son père , à épouser un buffle noir ou une femme possédant six doigts à chaque main. Mais quand il rencontre Jaya (Bhumi Pednekar), c'est le coup de foudre. Un mariage s'ensuit rapidement. 
Installée dans la maison de son mari, Jaya découvre qu'il n'y a pas de toilettes et qu'elle doit, pour se soulager, se rendre à l'aube en compagnie des autres femmes de la maisonnée dans la jungle. Elle exige donc de son mari qu'il fasse construire des toilettes et retourne en attendant dans sa famille.

## Motivations
Cette histoire s'inspire du combat de plusieurs femmes pour exiger des toilettes dans leur maison, telles Anita Narre de Madhya Pradesh et Priyanka Bharti d'Uttar Pradesh.
Anita Narre s'est insurgée contre le fait de devoir déféquer en plein air et a obtenu du chef de village l'autorisation de construire des toilettes dans sa maison, arguant qu'elle refusait de se plier à cette coutume et ne réintègrerait le domicile conjugal qu'à cette condition. Elle est considérée comme une des initiatrices de la révolution des toilettes et a reçu d'une ONG un don de 10 000 dollars pour son combat.
Priyanka Bharti, jeune mariée de 19 ans a quitté le domicile conjugal pour s'opposer à cette coutume. À l'aide de l'association Sulabh International, elle a convaincu de nombreuses femmes indiennes de construire des toilettes dans leur demeure.

Pourcentage de la population ayant accès à des conditions sanitaires décentes, 2015. A noter que la carte date d'avant les progrès majeurs de Swachh Bharat.

Le problème de la défécation en plein air était un problème de santé publique jusqu'à récemment (en 2015, un peu moins de la moitié de la population rurale faisait encore ses besoins en extérieur, face aux 15% de 2023). Le projet Swachh Bharat a depuis grandement amélioré la situation des toilettes en Inde, bien qu'il reste encore du chemin à faire. Outre le manque d'infrastructure par rapport à la population grandissante, une des raisons de ce retard sanitaire par rapport aux pays de l'Occident était, en ce qui concerne majoritairement les personnes âgées, l'habitude au manque d'infrastructures ainsi que le poids de la tradition (certaines mentalités hindoues considéraient comme impur de se soulager dans les lieux de vie et près des autels de la maison).
Des femmes indiennes étaient donc contraintes de se lever à l'aube et d'aller en groupe se soulager loin de la ville en tentant de se protéger notamment des regards concupiscents des hommes, prenant des risques d'attaques d'animaux, d'enlèvements, de lynchages, ou même (plus rarement) de viols, à l'instar de diverses régions d'Afrique sub-saharienne. Cette pratique induisait aussi des risques sanitaires sur la pollution des eaux et des sols, causant la mort de 200 000 enfants chaque année en Inde (estimation de 2015).
Le film de 2017 de Shree Narayan Singh (en), tente, par le biais du divertissement, de sensibiliser les spectateurs sur ce sujet.

## Réception
Ce film est globalement bien accueilli à sa sortie,. Il récolte 28,4 millions d'euros de recettes en près de 6 mois. Dans le classement des films de Bollywood, il est au 25e rang pour les critiques et au 38e rang pour le public, selon cinetrafic. Mais certains avis sont plus mitigés. On lui reproche de faire du personnage principal un homme alors que les premiers combats ont été menés par des femmes, voire de traiter à la légère un sujet à l'époque grave.